# Chata Kamzík
Chata Kamzík (polsky Schronisko pod Kozicą, Hotel pod Kozicą), (německy Hotel Gemse, Hotel zur Gemse), (maďarsky Zergeszálló, Zergelak, Zergevendéglő) byla chata, která stála do roku 1980 na Starolesnianskej polaně nedaleko Hrebienka ve Vysokých Tatrách v nadmořské výšce 1295 m.

## Historie
Ján Juraj Rainer, nájemce Starého Smokovce, byl první, kdo objevil výhody poskytování komplexních služeb hostům, kteří přicházeli na léčebný pobyt do Smokovce. Smokovec byl výhodným východiskem pro túry na Lomnický štít i do Malé a Velké Studené doliny. Starolesnianska poľana poskytovala výhodné místo na stavbu malé útulny, která mohla poskytovat nouzové přenocování a ochranu před nepohodou. Nejprve upravil stezku ze Smokovce na Hrebienok. V roce 1863 vypracoval projekt chaty. O dva roky později ji postavili. Byla z kamene, s malými okénky a jednou místností o rozměrech 5 x 5,5 m. Uvnitř bylo ohniště a dřevěné pryčny. Chata nesloužila dlouho. Když Juraj Rainer zemřel, začala chátrat. Hosté Starého Smokovce se v roce 1876 vybrali na její opravu. Druhý rok přispěl sbírkou Uherský karpatský spolek. Opravili ji, ale už nelákala turisty.
Urbárnici ze Staré Lesné využili příležitosti a se záměrem zkvalitnit služby na oblíbené Starolesnianskej polaně se rozhodli postavit nejprve hájovnu, která měla poskytovat služby i turistům, ale pak změnili projekt a vedle Rainerova chaty v roce 1884 postavili novou, kterou nazvali Kamzík. Měla osm pokojů a restauraci. Až sem bylo možné přijít ze Starého Smokovce pěšky nebo na koni. V letech 1901–1918 ji vlastnil Uherský karpatský spolek.
Chata prošla několika přestavbami. Uherský karpatský spolek k ní v roce 1907 přistavěl prosklenou verandu s restaurací. V roce 1920 poté převzal chatu Pracovní sbor sportovní a turistický z Prahy a od roku 1922 Klub československých turistů. Vnitřními přestavbami chata získala novou kapacitu, která se rozšířila na 55 lůžek. V roce 1934 chatu opět rozšířili. V deseti pokojích společné noclehárny bylo až 100 lůžek. Chatu zásobovali povozy, saněmi, autem, příležitost dostávali vysokohorští nosiči. Po druhé světové válce zde pro zaměstnance chovali prasata. Po zřízení TANAPu chov zastavili.
Chata byla velmi oblíbená. Přesto o její zvelebování po druhé světové válce už nebyl zájem. Mnohé služby, které poskytovala, nahradila Bilíkova chata a hotel na Hrebienku. V roce 1978 ji zavřeli a v roce 1980 asanovali.

### Chataři
- Teodor Brische
- Albert Dresdner
- Karel Valášek 1922 - 1929
- Václav Řepa 1929 - 1939
- Rudolf Sousedík 1939 - 1946
- Slávo Cagašík 1946
- Jozef Fiala 1946 -1948
- Rudolf Mašlonka, František Odložilík 1948 -1950
- Michal Bobula 1950-1951
- František Kele, Arno Puškáš 1951
- František Krempaský, (spolupracovníci Rudolf Kacián, Štefan Iľko) 1951 -1954
- František Kele 1955 - 1956
- Gabriel Špirko 1956 - 1957
- Štefan Iľko 1957 - 1973 (spolupracovníkem byl Michal Legutko 1964-1966)
- Ondrej Šimko 1973 - 1975
- Eva Bednárová - Smrková 1976 - 1977[1][2][3][4][5][6]

## Galerie

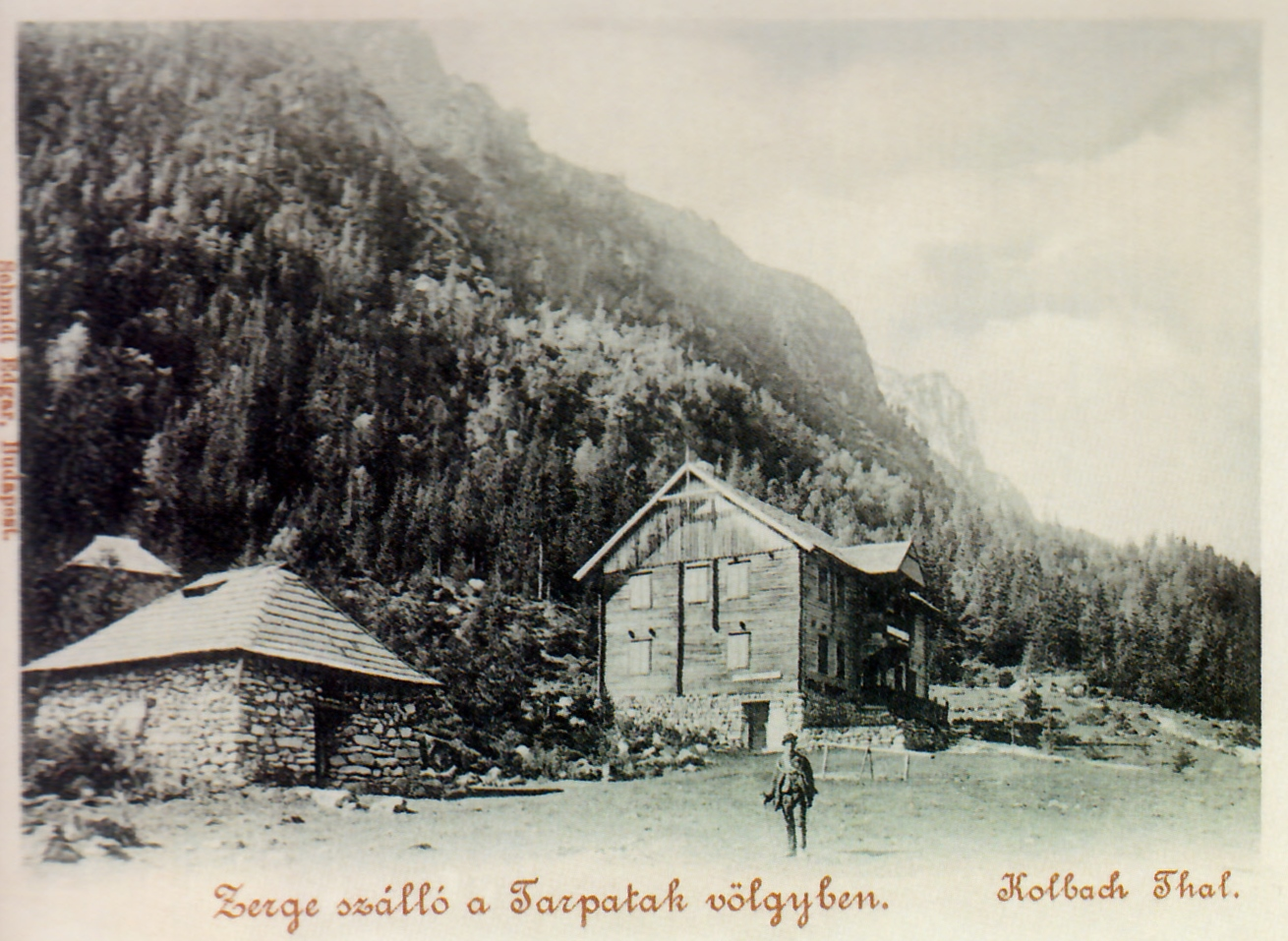
Rainerova chata a chata Kamzík. Rok 1899.
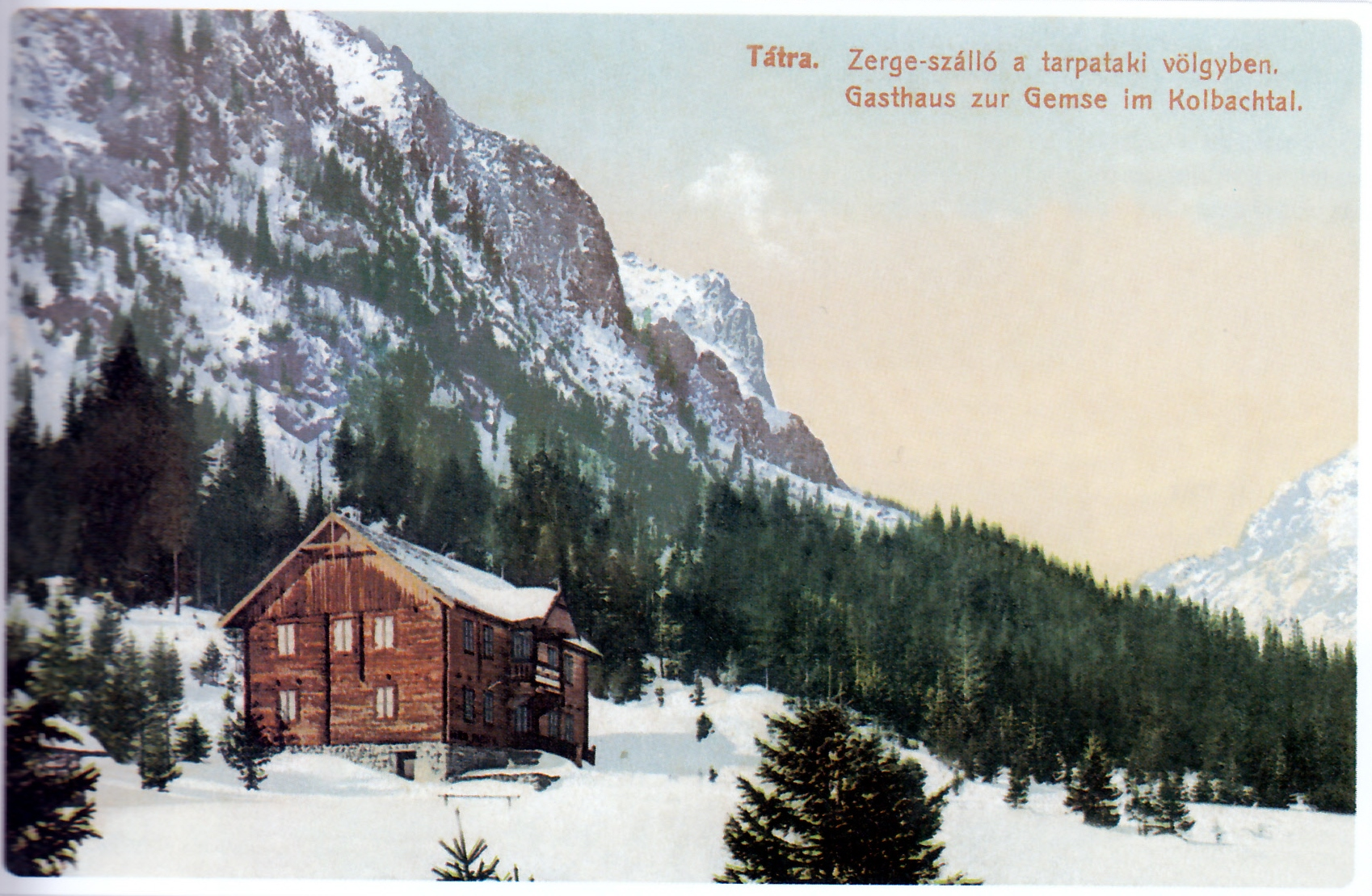
Chata Kamzík v roku 1907.
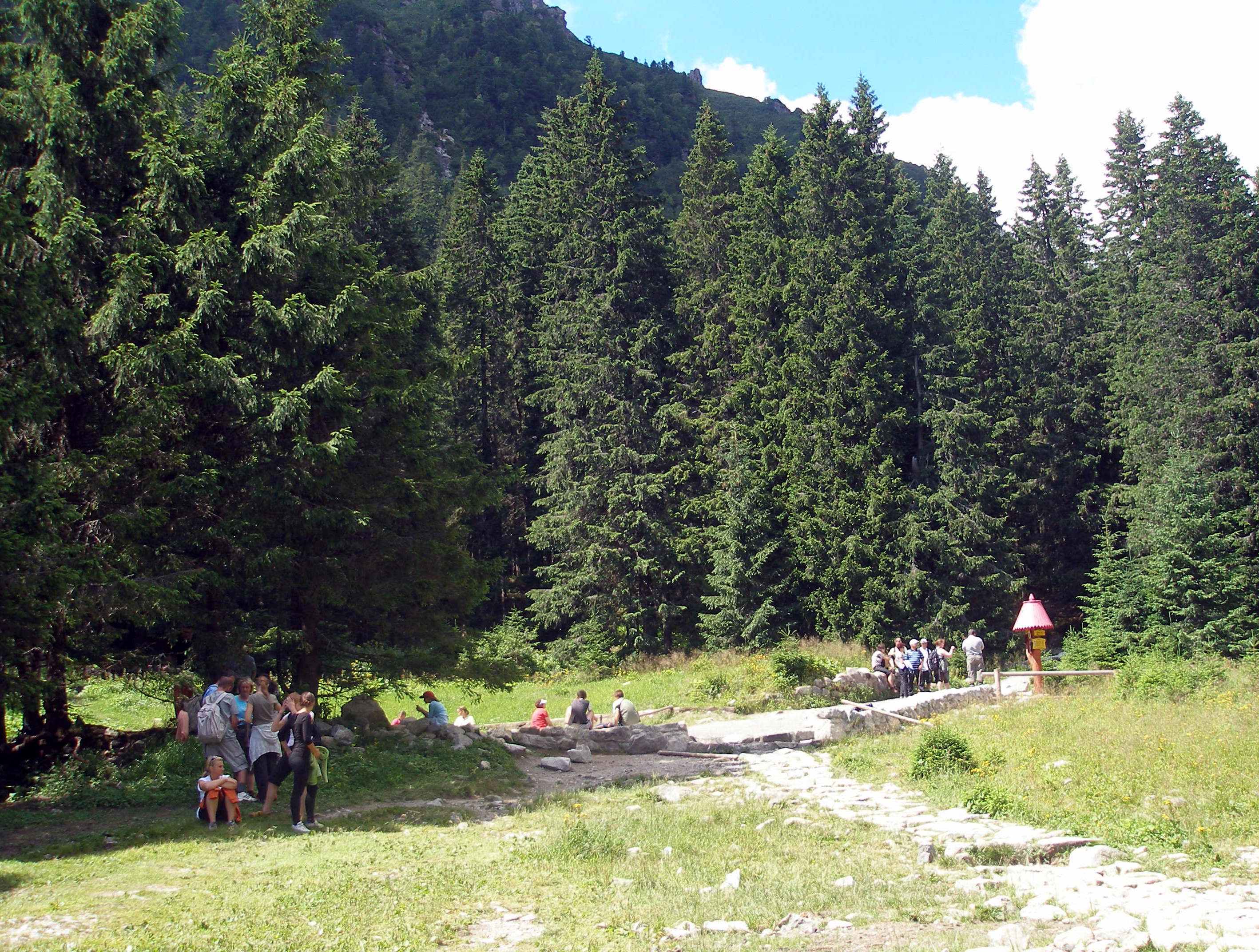
Starolesnianska poľana pri bývalé chatě Kamzík.